# Azog
Azog is een personage uit Midden-aarde van J.R.R. Tolkien.
Azog was de leider van de Orks in Moria. Hij was verantwoordelijk voor de verminking en dood van de dwergenkoning Thrór, in 2790 van de Derde Era. Zijn dood leidde tot een bloedige oorlog tussen de Dwergen en de Orks. Tijdens de Slag van Azanulbizar in 2799 werden de Orks uitgeroeid en als wraak voor de verminking van Thror werd Azog door Dáin IJzervoet onthoofd, waarna zijn hoofd op een staak werd gestoken.

## Film
In de Hobbit filmtrilogie wordt Azog echter meer dan 140 jaar later weer opgevoerd in de strijd om Erebor als tegenspeler van Thorin Eikenschild. In deel 1: An Unexpected Journey wordt de arm van Azog door Thorin Eikenschild afgehakt en looft Azog een beloning uit voor Thorin, die met twaalf andere dwergen en een Hobbit op weg is naar Erebor. Hij wacht hem op aan de voet van de Nevelbergen als ze ontsnappen aan de Aardmannen en wil hem doden. Bilbo Balings verhindert dat vervolgens. Ze worden gered door de Adelaars en weten zo aan Azog te ontsnappen. Azog wordt tijdens de Slag van Vijf Legers op de Ravenheuvel door Thorin gedood, waarna Thorin bezwijkt aan de verwonding die Azog hem vlak daarvoor had toegebracht.